# 姬路短期大学
姬路短期大学（日语：／ Himeji Tanki Daigaku *），简称姬短，是过去一所位于日本兵库县姬路市的公立短期大学。

## 概要

### 简介
- 短期大学为于1950年开办[2]、由姬路市经营。招生到1997年、停办于1999年[3]。为男女同校从开办。

### 历史
- 1950年 姬路工业大学短期大学部成立并同时设置两个学科、以下列举。
  - 工业科[注 2]
    - 电气应用专攻[注 2]
    - 机械纺织专攻[注 2]
    - 化学工业专攻[注 2]

  - 生活科
- 1957年 改名为姫路短期大学[3]
- 1965年 保育科成立。校园迁移至原神户大学姬路分校（旧制姬路高等学校）空地（现兵库县立大学姬路新在家分校）
- 1966年 生活科分离为两个专攻、以下列举
  - 服饰专攻
  - 食物专攻
- 1983年 保育科改组为幼儿教育学科、经营情报学科成立。生活科改组为两个学科、以下列举。
  - 生活环境学科
  - 食物营养学科
- 1997年 最后一年招生、次年停止招生（正式停办于1999年3月31日[3]）。

## 学校环境
- 校区：在了兵库县姬路市[注 1]

## 组织

### 学科
- 生活环境学科
- 食物营养学科
- 幼儿教育学科
- 经营情报学科

### 前学科
| - 工业科 - 电气应用专攻 - 机械纺织专攻 - 化学工业专攻 |

### 专科
| - 没有 |

### 业余课程
| - 没有 |

### 附属学校
- 幼儿园：前姬路短期大学附属幼稚园成立于1967年、废除于1999年。

## 相关链接
- 日本短期大学列表